# Darnowiec
Darnowiec – wieś w Polsce położona w województwie wielkopolskim, w powiecie kępińskim, w gminie Rychtal.
W latach 1975–1998 miejscowość administracyjnie należała do województwa kaliskiego.
Na północy wsi znajduje się prywatny cmentarz.